# Ngộ Không kỳ truyện
Ngộ Không kỳ truyện (tiếng Trung: 悟空传, tiếng Anh: Wukong) là một bộ phim điện ảnh Trung Quốc thuộc thể loại hành động – kỳ ảo – phiêu lưu – chính kịch ra mắt vào năm 2017 do Quách Tử Kiện làm đạo diễn kiêm viết kịch bản, được dựa trên tiểu thuyết Ngộ Không của Kim Hà Tại. Với sự tham gia diễn xuất của các diễn viên gồm Bành Vu Yến, Nghê Ni, Dư Văn Lạc, Âu Hào, Trịnh Sảng và Du Phi Hồng, tác phẩm theo chân cuộc đời của Tôn Ngộ Không vào 500 năm trước thời điểm trở thành Tề Thiên Đại Thánh và đại náo thiên đình.
Ngộ Không kỳ truyện có buổi công chiếu tại Trung Quốc vào ngày 13 tháng 7 năm 2017 và tại Việt Nam vào ngày 14 tháng 7 cùng năm.

## Nội dung
Tôn Ngộ Không vì không muốn phải an phận từ sự sắp đặt của Thiên đình, cũng như để trả thù cho việc thiên đình tàn phá quê hương Hoa Quả Sơn của mình, nên y đã đột nhập vào thiên đình với mục đích gây náo loạn. Y sau đó có một trận giao chiến ác liệt với Thiên Bồng và Dương Tiễn. Trước sự ngông cuồng của Ngộ Không, Thiên Tôn – người có vị trí tối cao ở thiên đình – đã sử dụng vòng kim cô để thu phục y, và sau đó giao cho con gái mình là Tử Hà tiên tử quyền điều khiển nó. Kể từ đây, Ngộ Không buộc phải ngoan ngoãn nghe lời cô.
Sau một cuộc đấu phép ở Thiên Cơ Nghi, cả Ngộ Không, Dương Tiễn, Thiên Bồng và Tử Hà bỗng rơi xuống thẳng vào Hoa Quả Sơn, khiến cho họ mất hết thần lực, chẳng khác nào người phàm trần. Từ đây, họ bắt đầu khám phá về những bí mật đen tối về Hoa Quả Sơn, và tìm hiểu nguyên nhân tại sao nó trở thành mảnh đất cằn cỗi, bị yêu ma khắp nơi đến hoành hành, khiến người dân khổ sở cùng cực suốt hàng trăm năm qua.

## Diễn viên
- Bành Vu Yến vai Tôn Ngộ Không
- Nghê Ni vai Tử Hà tiên tử
- Du Phi Hồng vai Thiên Tôn
- Dư Văn Lạc vai Dương Tiễn
- Âu Hào vai Thiên Bồng
- Trịnh Sảng vai A Nguyệt